# Зевіна Дарина Юріївна
Зе́віна Дари́на Ю́ріївна (нар. 1 вересня, 1994) — українська плавчиня, чемпіонка світу та Європи на короткій воді, чемпіонка світу та Європи серед юніорів, чемпіонка юнацьких Олімпійських ігор. Багаторазова рекордсменка України з плавання на спині.

## Досягнення
Чемпіонка (100 н/с), срібна (50 м н/с) та бронзова призерка (200 м н/с) Перших юнацьких Олімпійських ігор у Сінгапурі, Чемпіонка Європи (100 н/сп) і бронзова призерка (200 н/сп) чемпіонату Європи 2010 року у Ейндховені (Нідерланди) у 25-тиметровому басейні, Триразова чемпіонка світу серед юніорів 2011 у Лімі (Перу) (50, 100, 200 н/сп), Дворазова чемпіонка Європи (100, 200 н/сп) 2011 у Щецині (Польща) у 25-ти м басейні, рекордсменка Європи серед юніорів на дистанції 200 м н/сп, 16-ти разова рекордсменка України на дистанціях 100, 200 м н/сп та естафетному плаванні у 25-ти та 50-ти м басейнах.
Тренери Дарини — Заслужені тренери України Золотаревська Валерія та Зевін Юрій.
Представляла Україну на Олімпіаді 2012 року в Лондоні на дистанціях 100 та 200 метрів плавання на спині і естафеті.
У грудні 2012 виборола золоту медаль на Чемпіонаті світу з плавання у Стамбулі. Випередила американку й іспанку.
У серпні 2013 року завоювала золоту медаль на дистанції 200 метрів на спині на першому етапі Кубку світу FINA (Міжнародної федерації плавання) в голландському Ейндховені.
У жовтні 2013 року завоювала дві золоті медалі у перший день етапу Кубку світу FINA з плавання на короткій воді
У грудні 2019 року на чемпіонаті Європи з плавання на короткій воді в Глазго на дистанції 100 м на спині з часом 56.94 секунди зупинилась за крок від п'єдесталу, наступного дня на дистанції 200 м на спині з результатом 2:02.25 хвилини здобула срібну нагороду
У грудні 2022 року оголосила у своїх соцмережах про завершення спортивної кар'єри.

## Результати
| Рік  | Змагання                 | Місце проведення         | 50 м на спині | 50 м на спині | 100 м на спині | 100 м на спині | 200 м на спині | 200 м на спині |
| Рік  | Змагання                 | Місце проведення         | Час           | Місце         | Час            | Місце          | Час            | Місце          |
| ---- | ------------------------ | ------------------------ | ------------- | ------------- | -------------- | -------------- | -------------- | -------------- |
| 2010 | Юнацькі Олімпійські ігри | Сінгапур                 | 29.34         | 2             | 1:01.51        | 1              | 2:12.31        | 3              |
| 2010 | Чемпіонат Європи (25 м)  | Ейндговен, Нідерланди    | 27.85         | 6             | 57.57          | 1              | 2:05.08        | 3              |
| 2010 | Чемпіонат світу (25 м)   | Дубай, ОАЕ               |               |               | 58.58          | 10             | 2:03.61        | 4              |
| 2011 | Чемпіонат світу          | Шанхай, Китай            | 28.99         | 21            | 1:00.05        | 10             | 2:07.82        | 4              |
| 2011 | Чемпіонат Європи (25 м)  | Щецин, Польща            |               |               | 56.96 НР       | 1              | 2:02.25 НР     | 1              |
| 2012 | Чемпіонат Європи         | Дебрецен, Угорщина       | 29.18         | 11            | 1:00.59        | 4              | 2:09.57        | 4              |
| 2012 | Олімпійські ігри         | Лондон, Велика Британія  |               |               | 1:00.57        | 18             | 2:09.70        | 12             |
| 2012 | Чемпіонат Європи (25 м)  | Шартр, Франція           |               |               | 57.07          | 1              | 2:01.97 НР     | 1              |
| 2012 | Чемпіонат світу (25 м)   | Стамбул, Туреччина       |               |               | 57.67          | 7              | 2:02.24        | 1              |
| 2013 | Універсіада              | Казань, Росія            | 28.58         | 5             | 1:01.00        | 4              | 2:09.41        | 2              |
| 2013 | Чемпіонат світу          | Барселона, Іспанія       |               |               | 1:00.16        | 7              | 2:08.72        | 4              |
| 2013 | Чемпіонат Європи (25 м)  | Гернінг, Данія           |               |               | 56.94          | 3              | 2:02.20        | 1              |
| 2014 | Чемпіонат Європи         | Берлін, Німеччина        |               |               | 1:00.33        | 4              | 2:13.58        | 10             |
| 2014 | Чемпіонат світу (25 м)   | Доха, Катар              | 25.99         | 4             | 55.54          | 3              | 2:02.44        | 4              |
| 2015 | Чемпіонат світу          | Казань, Росія            | 28.97         | 28            | 1:01.68        | 32             | 2:12.14        | 20             |
| 2016 | Чемпіонат Європи         | Лондон, Велика Британія  | 28.61         | 8             | 59.97          | 4              | 2:07.48        | 2              |
| 2016 | Олімпійські ігри         | Ріо-де-Жанейро, Бразилія |               |               |                |                | 2:09.07        | 9              |
| 2016 | Чемпіонат світу (25 м)   | Віндзор, Канада          | 26.40         | 6             | 57.28          | 8              | 2:02.24        | 2              |
| 2017 | Чемпіонат світу          | Будапешт, Угорщина       | 28.78         | 31            | 1:00.40        | 14             | 2:08.30        | 9              |
| 2017 | Чемпіонат Європи (25 м)  | Копенгаген, Данія        | 25.99         | 18            | 55.54          | 4              | 1:59.35        | 2              |
| 2018 | Чемпіонат Європи         | Глазго, Велика Британія  |               |               |                |                | 2:10.89        | 7              |
| 2019 | Чемпіонат Європи (25 м)  | Глазго, Велика Британія  | 25.99         | 9             | 56.94          | 4              | 2:02.25        | 2              |
| 2021 | Чемпіонат Європи         | Будапешт, Угорщина       |               |               | 1:02.23        | 32             | 2:13.06        | 8              |
| 2021 | Олімпійські ігри         | Токіо, Японія            |               |               | 1:01.97        | 30             | 2:12.30        | 19             |
| 2021 | Чемпіонат світу (25 м)   | Абу-Дабі, ОАЕ            | 27.20         | 16            | 59.36          | 21             | 2:06.57        | 8              |
| 2022 | Чемпіонат Європи         | Рим, Італія              | 29.03         | 24            | 1:02.70        | 27             | 2:13.91        | 18             |

## Державні нагороди
- Орден княгині Ольги III ст. (25 липня 2013) — за досягнення високих спортивних результатів на XXVII Всесвітній літній Універсіаді в Казані, виявлені самовідданість та волю до перемоги, піднесення міжнародного авторитету України[8]